# Vénestanville
Vénestanville est une commune française située dans le département de la Seine-Maritime, en région Normandie.

## Géographie

### Localisation
Commune du pays de Caux.
| Crasville-la-Rocquefort | Greuville           |              |
| Brametot                | Vénestanville       | Rainfreville |
|                         | Tocqueville-en-Caux |              |

### Hydrographie
La commune est située dans le bassin Seine-Normandie. Elle n'est drainée par aucun cours d'eau,.

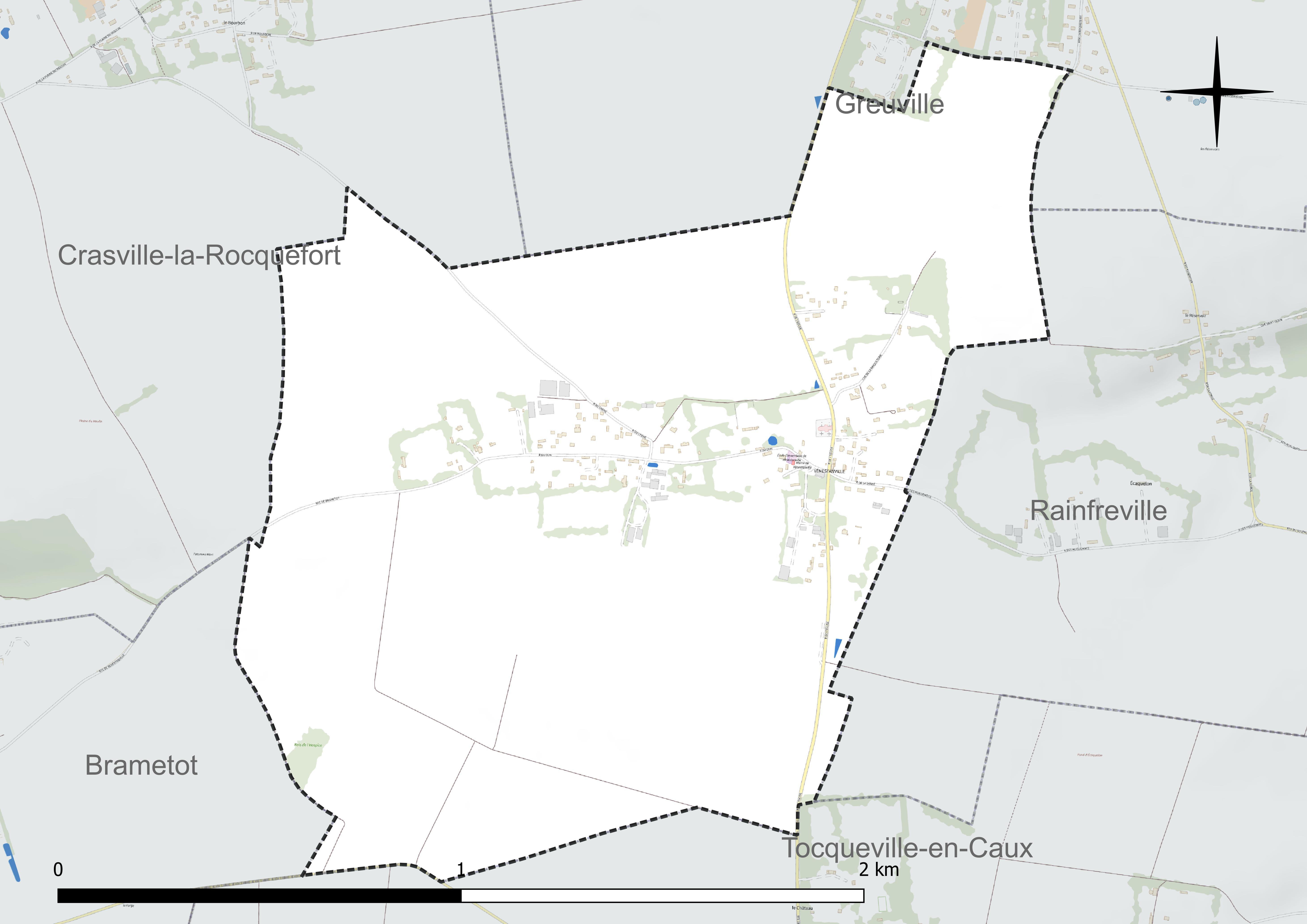
Réseau hydrographique de Vénestanville.

### Climat
Pour des articles plus généraux, voir Climat de la Normandie et Climat de la Seine-Maritime.
En 2010, le climat de la commune est de type climat océanique franc, selon une étude du CNRS s'appuyant sur une série de données couvrant la période 1971-2000. En 2020, Météo-France publie une typologie des climats de la France métropolitaine dans laquelle la commune est exposée à un climat océanique et est dans la région climatique Côtes de la Manche orientale, caractérisée par un faible ensoleillement (1 550 h/an) ; forte humidité de l’air (plus de 20 h/jour avec humidité relative > 80 % en hiver), vents forts fréquents. Parallèlement le GIEC normand, un groupe régional d’experts sur le climat, différencie quant à lui, dans une étude de 2020, trois grands types de climats pour la région Normandie, nuancés à une échelle plus fine par les facteurs géographiques locaux. La commune est, selon ce zonage, exposée à un « climat maritime », correspondant au Pays de Caux, frais, humide et pluvieux, légèrement plus frais que dans le Cotentin.
Pour la période 1971-2000, la température annuelle moyenne est de 10,4 °C, avec une amplitude thermique annuelle de 13,3 °C. Le cumul annuel moyen de précipitations est de 905 mm, avec 13,4 jours de précipitations en janvier et 8,7 jours en juillet. Pour la période 1991-2020, la température moyenne annuelle observée sur la station météorologique la plus proche, située sur la commune d'Ectot-lès-Baons à 18 km à vol d'oiseau, est de 10,8 °C et le cumul annuel moyen de précipitations est de 905,5 mm,. Pour l'avenir, les paramètres climatiques de la commune estimés pour 2050 selon différents scénarios d’émission de gaz à effet de serre sont consultables sur un site dédié publié par Météo-France en novembre 2022.

## Urbanisme

### Typologie
Au 1er janvier 2024, Vénestanville est catégorisée commune rurale à habitat dispersé, selon la nouvelle grille communale de densité à sept niveaux définie par l'Insee en 2022.
Elle est située hors unité urbaine. Par ailleurs la commune fait partie de l'aire d'attraction de Luneray, dont elle est une commune de la couronne,. Cette aire, qui regroupe 8 communes, est catégorisée dans les aires de moins de 50 000 habitants,.

### Occupation des sols
L'occupation des sols de la commune, telle qu'elle ressort de la base de données européenne d’occupation biophysique des sols Corine Land Cover (CLC), est marquée par l'importance des territoires agricoles (99,6 % en 2018), une proportion identique à celle de 1990 (99,6 %). La répartition détaillée en 2018 est la suivante : 
terres arables (77,9 %), zones agricoles hétérogènes (21,2 %), prairies (0,5 %), zones urbanisées (0,4 %). L'évolution de l’occupation des sols de la commune et de ses infrastructures peut être observée sur les différentes représentations cartographiques du territoire : la carte de Cassini (XVIIIe siècle), la carte d'état-major (1820-1866) et les cartes ou photos aériennes de l'IGN pour la période actuelle (1950 à aujourd'hui).

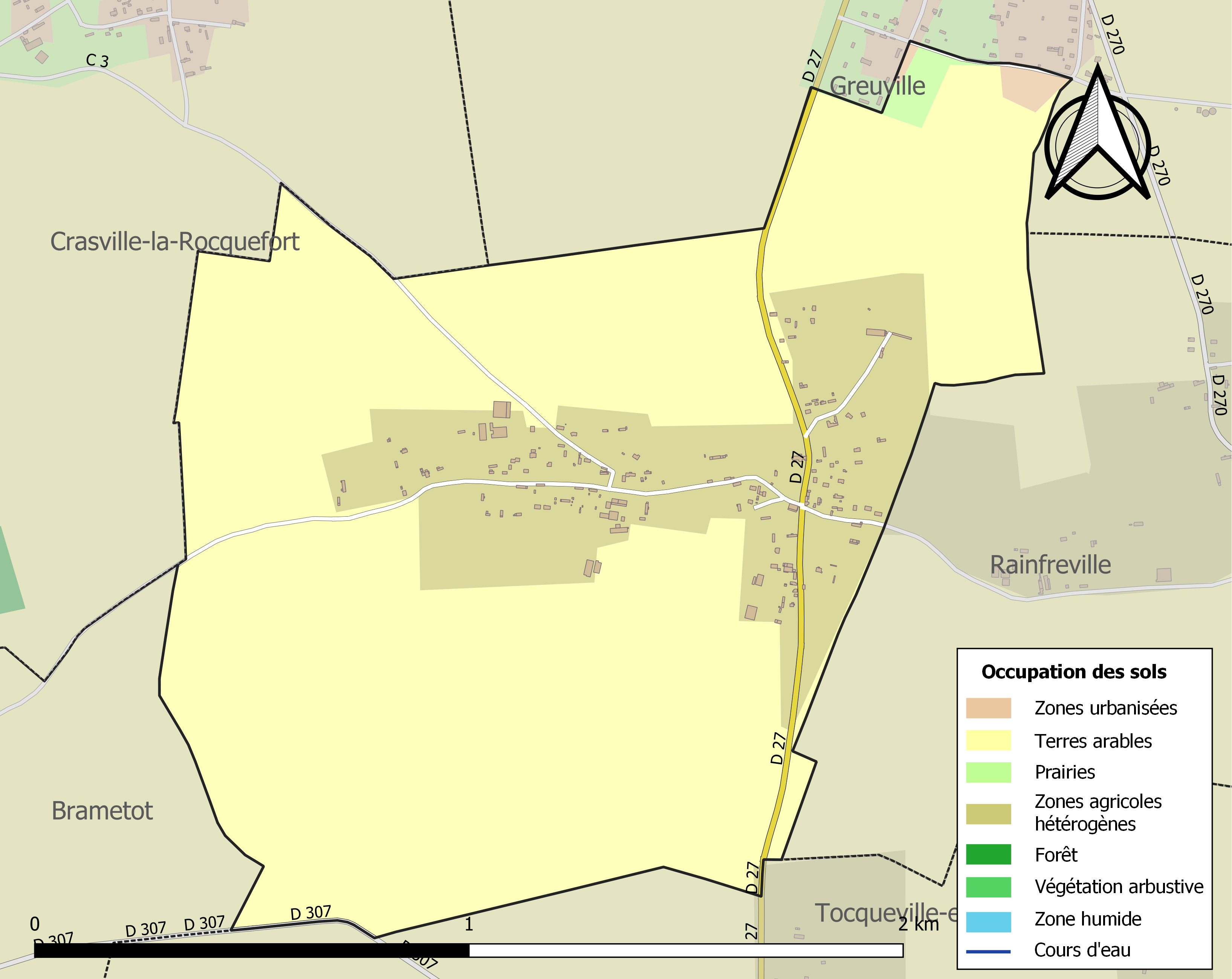
Carte des infrastructures et de l'occupation des sols de la commune en 2018 (CLC).

## Toponymie
(septembre 2022).
Si vous disposez d'ouvrages ou d'articles de référence ou si vous connaissez des sites web de qualité traitant du thème abordé ici, merci de compléter l'article en donnant les références utiles à sa vérifiabilité et en les liant à la section « Notes et références ».
Le nom de la localité est attesté au XIIe siècle sous la forme Wenestanvillam.
Signification : « domaine rural de Winstan », nom de personne anglo-saxon. Ce nom de lieu date vraisemblablement du Xe siècle, quand des Anglo-Saxons, venus d'Angleterre, se sont installés en Normandie accompagnant des Danois du Danelaw.
Winstan est la forme ancienne de Winston. L'évolution Winstanville > Wenestanville > Vénestanville est tout à fait régulière. [w] a évolué en [v] au XIIe siècle en Normandie, alors qu'en français [w] s'est transformé en [gw], puis [g] quelques siècles auparavant.
On trouve en Normandie bien d'autres noms de lieu composés avec des anthroponymes anglo-saxons contemporains, ceux en stan > stone (« pierre ») sont facilement identifiables.

Exemples : Lestanville ; Dénestanville ; Létantot etc.

## Politique et administration

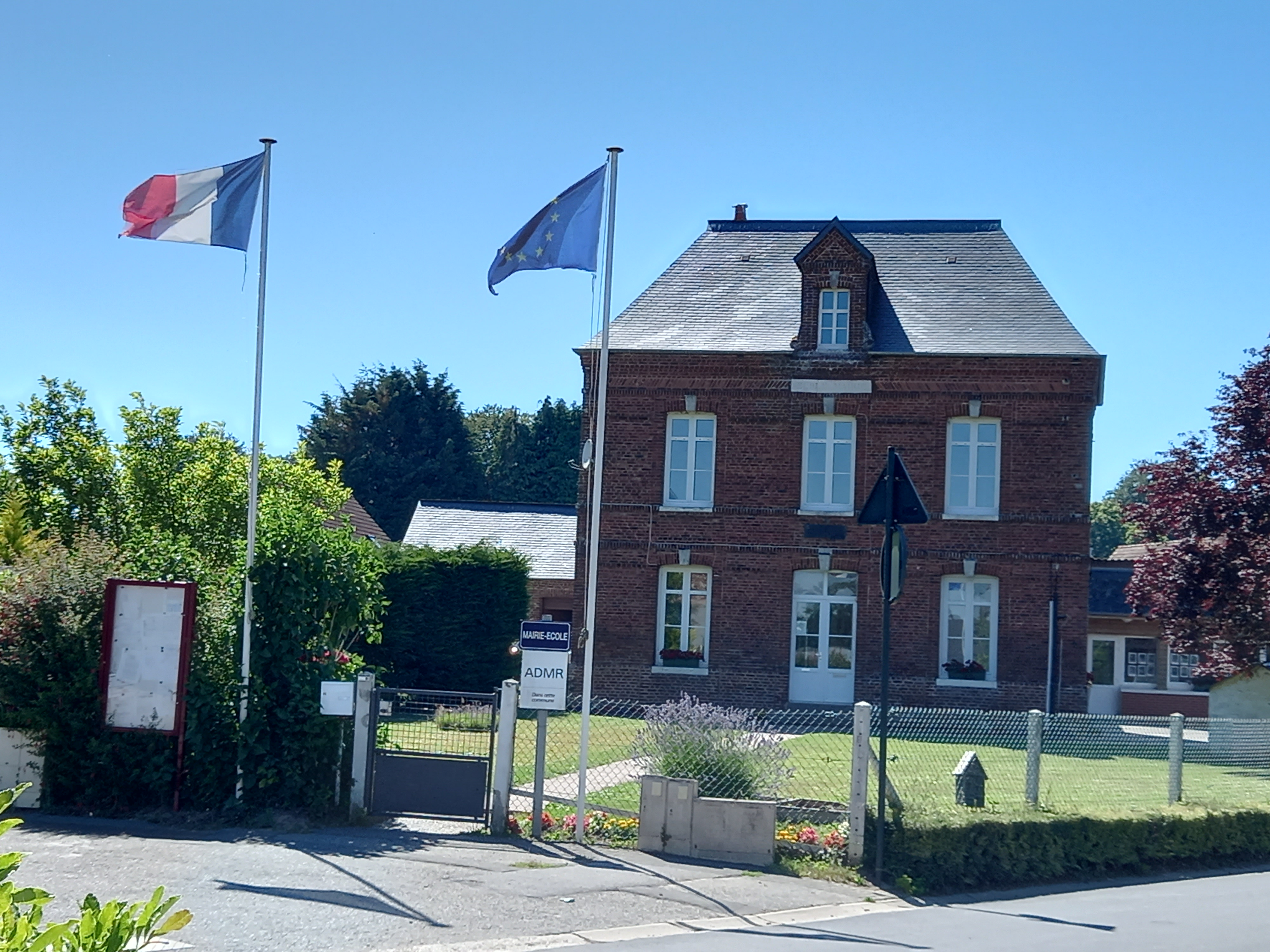
Mairie.

| Période                                  | Période                    | Identité        | Étiquette | Qualité                         |
| ---------------------------------------- | -------------------------- | --------------- | --------- | ------------------------------- |
| Les données manquantes sont à compléter. |                            |                 |           |                                 |
| 1835                                     |                            | Vincent Leroux  |           |                                 |
| avant 1981                               | ?                          | Jacques Anthore |           |                                 |
| Les données manquantes sont à compléter. |                            |                 |           |                                 |
| mars 2001                                | En cours (au 10 août 2020) | Alain Delaunay  |           | Réélu pour le mandat 2020-2026, |

## Démographie
L'évolution du nombre d'habitants est connue à travers les recensements de la population effectués dans la commune depuis 1793. Pour les communes de moins de 10 000 habitants, une enquête de recensement portant sur toute la population est réalisée tous les cinq ans, les populations de référence des années intermédiaires étant quant à elles estimées par interpolation ou extrapolation. Pour la commune, le premier recensement exhaustif entrant dans le cadre du nouveau dispositif a été réalisé en 2007.

En 2022, la commune comptait 184 habitants, en évolution de −7,54 % par rapport à 2016 (Seine-Maritime : +0,35 %, France hors Mayotte : +2,11 %).
| 1793 | 1800 | 1806 | 1821 | 1831 | 1836 | 1841 | 1846 | 1851 |
| ---- | ---- | ---- | ---- | ---- | ---- | ---- | ---- | ---- |
| 390  | 378  | 383  | 396  | 415  | 448  | 441  | 435  | 435  |

| 1856 | 1861 | 1866 | 1872 | 1876 | 1881 | 1886 | 1891 | 1896 |
| ---- | ---- | ---- | ---- | ---- | ---- | ---- | ---- | ---- |
| 491  | 451  | 425  | 392  | 368  | 325  | 343  | 354  | 342  |

| 1901 | 1906 | 1911 | 1921 | 1926 | 1931 | 1936 | 1946 | 1954 |
| ---- | ---- | ---- | ---- | ---- | ---- | ---- | ---- | ---- |
| 310  | 264  | 267  | 205  | 183  | 178  | 185  | 172  | 174  |

| 1962 | 1968 | 1975 | 1982 | 1990 | 1999 | 2006 | 2007 | 2012 |
| ---- | ---- | ---- | ---- | ---- | ---- | ---- | ---- | ---- |
| 164  | 149  | 151  | 146  | 153  | 147  | 163  | 165  | 178  |

| 2017 | 2022 | - | - | - | - | - | - | - |
| ---- | ---- | - | - | - | - | - | - | - |
| 205  | 184  | - | - | - | - | - | - | - |

## Culture locale et patrimoine

### Lieux et monuments
- Église Notre-Dame.

### Personnalités liées à la commune
Jean-Louis Buron (1934-2005), ancien joueur de football professionnel surnommé la « mobylette », est né à Vénestanville le 4 avril 1934. Il a joué pour l'Olympique de Marseille et a été sélectionné 4 fois en équipe de France avec laquelle il a marqué 1 but. Son fils Antoine est également footballeur professionnel.

## Pour approfondir